# Ahmad bin Ali al-Thani
Ahmad bin Ali al-Thani (in arabo أحمد بن علي بن عبد الله بن جاسم بن محمد آل ثاني‎?; Doha, 1920 – Londra, 25 novembre 1977), è stato emiro del Qatar dal 24 ottobre 1960 al 22 febbraio 1972. La situazione finanziaria del paese vide significativi miglioramenti durante il suo regno a causa dell'arricchimento e della scoperta di numerosi nuovi giacimenti petroliferi. Il Qatar ottenne l'indipendenza come stato sovrano nel settembre del 1971. Fu deposto nel febbraio 1972 dal cugino, Khalifa bin Hamad al-Thani.

## Biografia

### Primi anni di vita
Ahmad bin Ali nacque a Doha, la capitale del Qatar, nel 1920 e fu il secondo figlio dello sceicco Ali bin Abdullah al-Thani. Aveva nove fratelli e tre sorelle, anche se alcune fonti affermano che aveva dieci fratelli, invece di nove.

### Regno
Prese il potere il 24 ottobre 1960 dopo che suo padre, lo sceicco Ali bin Abdullah al-Thani, abdicò in suo favore; questo a causa del latente malcontento sulle sue abitudini di spesa personali e sui debiti che aveva accumulato. Ahmad governò negli ultimi anni di dipendenza e nei primi di indipendenza del suo paese. Partecipò a numerose incoronazioni all'estero, tra cui quella della regina Elisabetta II all'abbazia di Westminster nel giugno del 1953.

#### Movimento nazionalista arabo del 1963
Nel mese di aprile del 1963 si formò un gruppo nazionalista conosciuto come il Fronte dell'unità nazionale in risposta ad un parente dello sceicco Ahmad che aprì il fuoco su una manifestazione nazionalista e uccise un partecipante. La manifestazione era stata organizzata dai lavoratori migranti yemeniti del Nord che sostenevano l'unione del loro governo con la Repubblica Araba Unita. La formazione del gruppo fu favorita dal popolo in risposta allo stile di vita stravagante della famiglia regnante e delle lunghe assenze del sovrano all'estero dall'ascesa al trono. Cofondato da un ricco uomo d'affari e leader tribale, il gruppo presto guadagnò popolarità tra i nazionalisti arabi, i simpatizzanti del Partito Ba'th e la classe operaia dell'emirato.
Il Fronte organizzò una mini-rivolta nel centro del mercato comune di Doha, per far valere le sue ragioni agli occhi dell'esecutivo. Alcune di queste richieste avrebbero ostacolato il potere dello sceicco Ahmad. Il governo respinse tutte queste proposte, e fece arrestare e detenere senza processo diversi membri del gruppo. Tuttavia, lo sceicco Ahmad di fatto fece alcune riforme, come ad esempio la fornitura di terreni e una politica di prestiti agli agricoltori poveri.

### Risultati

#### In campo economico
Il governo di Ahmad assistette alla crescita delle attività economiche come risultato della scoperta di un gran numero di campi petroliferi. Nel gennaio 1964, iniziò la produzione su larga scala nel campo Idd al-Shargi, il primo fondale marino al mondo ad essere utilizzato esclusivamente come impianto off-shore. Inoltre, nel 1963, fu scoperto il campo più grande di Maydan Mahzam e venne realizzato un terminal petrolifero sull'isola di Halul. L'esplorazione del campo di Bul Hannien iniziò nel 1965 e cominciò la produzione nel 1977. Con la crescita dell'economia del petrolio, il Qatar introdusse rapidamente un sistema amministrativo moderno. Nel novembre del 1960, venne istituito il Ministero delle finanze e lo sceicco Khalifa, erede al trono e vice governatore, venne nominato primo ministro delle finanze. Dopo di che, lo sceicco Ahmad istituì il Dipartimento generale dell'amministrazione della finanza per gestire tutti gli affari governativi di natura finanziaria e amministrativa. Poi, nel 1967, fu istituito il Dipartimento della funzione pubblica.

#### L'indipendenza dell'emirato
A poco a poco l'amministrazione del Qatar cominciò a prendere una forma definitiva e il paese si considerò pronto per l'indipendenza. Nel gennaio del 1968, dopo l'annuncio del governo laburista britannico del ritiro dalla zona di Suez Est e della chiusura dei trattati di protezione con i governanti del Golfo e vista la loro incapacità di formare una confederazione comprendente i nove Stati del Golfo, il Qatar formò un proprio gabinetto di governo. Il 2 aprile del 1970, fu promulgata una Costituzione provvisoria e il primo Consiglio dei Ministri del paese venne costituito in data 28 maggio 1970. L'indipendenza del Qatar come Stato sovrano, avvenuta il 3 settembre 1971, chiuse il trattato anglo-qatariota del 1916.

### Deposizione
Fin dall'inizio del suo regno era erede al trono e vice sovrano il cugino Khalifa bin Hamad al-Thani. Questi, il 22 febbraio 1972, lo depose. Durante il fatto, lo sceicco Ahmad era in Iran per una battuta di caccia. Dopo la sua deposizione, l'ex sovrano visse in esilio a Dubai con la moglie, essendo questa figlia del defunto sovrano di Dubai, e i figli.

### Morte
Ahmad bin Ali si trasferì poi a Londra, dove morì il 25 novembre del 1977.

## Matrimonio e figli
Fu sposato con tre donne, una delle quali era figlia del Sceicco Rashid bin Sa'id Al Maktum, l'emiro di Dubai. Ebbe otto figli, sette maschi e una figlia.